# 임성춘
임성춘(林成春, 1979년 12월 8일 ~ )은 대한민국의 전직 스타크래프트 프로게이머, 전직 스타크래프트2 프로게임단 감독이며 현재 아프리카 ASL 스타크래프트1 리그 해설가이다. IntoTheRain라는 아이디를 사용하며, 종족은 프로토스이다.

## 약력
《스타크래프트: 브루드워》가 발매된 지 1년 뒤인 1999년부터 프로게이머로서의 명성을 얻었으며, 2000년에 개최된 게임큐 스타리그에서 임요환을 꺾고 우승하면서 유명해졌다. 당시 질럿, 아칸, 하이템플러를 조합한 한방러쉬로 유명하였으며, 김동수와 더불어 초창기 프로토스의 대부였다.
GO(현 CJ엔투스)팀의 초창기 멤버로 활동하였다.
2002년 KTF 매직엔스로 이적하였으며 2003년 KTF 매직엔스에서 GO팀으로 다시 복귀하였다.
2004년 은퇴 후, MBC게임 마이너리그를 시작으로 MBC게임 팀리그와 프로리그 등의 해설을 맡았으며, iTV랭킹전 7차리그와 게임TV의 해설을 한 경험도 있다.
2006년 9월 26일부터 방위산업체에서 군복무를 시작하였고 2008년 12월 9일 군복무를 마쳤다.
신한은행 프로리그 09-10시즌부터 MBC게임의 해설로 복귀하였다. 2009년부터 2012년 1월 31일까지 MBC게임에서 해설과 각종 프로그램의 MC를 맡으면서 제 2의 전성기를 보냈다.
2012년 2월 MBC게임의 음악 채널 변경 예정으로 인해 게임 중계가 불가능해지자 리그 오브 레전드 개인방송에 집중하기도 했으며 온게임넷 프로그램 나는 캐리다에 한 달 정도 출연하기도 했다.
2012년 10월 16일 아주부 스타크래프트2 감독으로 임명되었고 2014년 2월 팀이 해체될 때까지 감독직을 맡았다.
곰TV의 리그 오브 레전드 리그인 IPL5 LOL 해설 겸임 활동을 하기도 했다.
2014년 10월 31일부터 헝그리앱TV에서 방영하는 헝무도 리턴즈의 진행을 맡게되었다.
하지만 안타깝게도 임요환, 홍진호를 따라 예능방송인인 방송연예인 활동진출을 하지못했다.

## 수상 경력

### 선수
- 2000년 제1회 Game-Q 스타리그 우승 (VS 임요환 4:1)
- 2000년 제1회 종별프로게임선수권대회 남성부 우승 (VS 나경보 2:1)
- 2000년 KBK 마스터즈 2000 4강 (VS Fredrik Oestervold 0:1)
- 2000년 제2회 Game-Q 스타리그 패자 4강
- 2000년 CCGF 2000 32강
- 2000년 제1회 Game-Q 월드챔피언쉽 패자 4강
- 2000년 경향닷컴배 Game-Q 올스타전 우승
- 2000년 제1회 프로게이머 협회 챔피언쉽 우승
- 2000년 경향닷컴배 Game-Q 올스타전 우승
- 2001년 Crezio 종족별 최강자전 8강
- 2001년 제3회 Game-Q 스타리그 패자 4강
- 2001년 온게임넷 엽기대전 우승
- 2001년 한빛소프트 온게임넷 스타리그 8강
- 2001년 코카콜라 온게임넷 스타리그 8강
- 2002년 2002 KPGA TOUR 1차 리그 3위
- 2002년 2002 KPGA TOUR 2차 리그 16강
- 2002년 제2회 온게임넷 챌린지 리그 2위
- 2003년 2003 KTEC KPGA 위너스 챔피언쉽 10강
- 2009년 IeSF 스타 인비테이셔널 클래식 8강

### 감독
- 2013 HotS GSTL Pre Season 준우승
- 2013 벤큐 글로벌 스타크래프트 II 팀 리그 시즌 1 4위
- 2013 HOT6 글로벌 스타크래프트 II 팀 리그 시즌 2 준우승

## 기타
- 전직 프로토스 플레이어였던 김성제는 임성춘의 아이디와 비슷한 IntoTheRainbow를 사용하였다. 김성제는 임성춘으로부터 직접 훈련을 받은 것은 아니지만, 임성춘의 플레이에 영감을 얻었기에 위와 같은 아이디를 사용한다고 밝혔다.